# Herbrechtingen
Herbrechtingen è un comune tedesco di 13 168 abitanti, situato nel land del Baden-Württemberg.
Sono sue frazioni Herbrechtingen, Bolheim, Bissingen, Hausen, Anhausen ed Eselsburg.

## Amministrazione

### Gemellaggi
- Mošnov, dal 1977
- Karavukovo, dal 1984
- Horná Štubňa, dal 1986
- Biatorbágy, dal 1989